# 大湖 (新北市)
大湖，是台灣新北市鶯歌區的一個傳統地域名稱，位於該區北部及西北部。相較於今日行政區，其範圍大致包括鳳福里、大湖里不含北部、鳳祥里、鳳鳴里、中湖里不含南端東側、永吉里、永昌里不含南部邊界地帶。
該地中央低窪平坦，周圍被山岳環繞，地勢宛如大湖，故名。

## 概要
大湖是鶯歌區的北部和西北部的區域，東和樹林區、北和龜山區、西北和桃園區、西和八德區相鄰。台灣鐵路縱貫線經過鶯歌車站，在尖山地區往北轉向進入本區後，呈南北走向通過本區，鳳鳴車站設在此地。
日治時代大正9年（1920年）9月台灣街庄制施行，設鶯歌庄，轄屬台北州海山郡，合併原大湖庄的「大湖」、「三界公坑」、「中坑」、「樟普坑」、「大竹圍」及「圳仔頭坑」和鶯歌石庄的「崁腳」，成為大字大湖。戰後，廢除大字，現行行政區大約是大湖里、中湖里、永吉里、鳳鳴里、鳳祥里、鳳福里、東湖里，即大湖路、東湖路、鶯桃路一帶。